# Alissa J. Rubin
Pour les articles homonymes, voir Rubin.
Alissa Johannsen Rubin est une journaliste américaine qui a commencé à couvrir le Moyen-Orient pour le The New York Times en 2007. Elle était auparavant correspondante pour le The Los Angeles Times.
En août 2007, elle est nommée chef de bureau adjoint au bureau de Bagdad du New York Times. Elle est actuellement chef de bureau du journal à Kaboul.
Rubin est mariée et réside à Paris.

## Prix et distinctions
Rubin remporte une bourse de la Fondation Alicia Patterson en 1992 sur la réalité par rapport à la politique de l'avortement dans les années 1990.
En 2016, elle remporte le prix Pulitzer dans la catégorie reportage international pour sa couverture des souffrances des femmes afghanes

## Source de la traduction
- (en) Cet article est partiellement ou en totalité issu de l’article de Wikipédia en anglais intitulé « Alissa J. Rubin » (voir la liste des auteurs).